# Marilyn Cochran
Marilyn Cochran (* 7. Februar 1950 in Richmond, Vermont) ist eine ehemalige US-amerikanische Skirennläuferin. Sie ist die Schwester von Olympiasiegerin Barbara Ann Cochran sowie der ebenfalls erfolgreichen Skirennläufer Lindy Cochran und Bob Cochran.

## Biografie
Bei den Skiweltmeisterschaften 1970 in Gröden wurde sie Dritte in der Kombination, hinter den Französinnen Michèle Jacot und Florence Steurer.
Noch erfolgreicher war sie im Skiweltcup. In der Saison 1969 gewann sie den Riesenslalom-Weltcup. Insgesamt konnte sie drei Weltcuprennen gewinnen, einen Riesenslalom und zwei Slaloms. Außerdem wurde sie je sechsmal Zweite und Dritte. Im Juli 1974 beendete sie gleichzeitig mit ihrer Schwester Barbara ihre Sportkarriere.

## Erfolge

### Weltmeisterschaften
- Gröden 1970: 3. Kombination, 6. Riesenslalom, 6. Slalom, 9. Abfahrt
- St. Moritz 1974: 8. Riesenslalom

### Weltcupwertungen
Marilyn Cochran gewann einmal die Disziplinenwertung im Riesenslalom.
| Saison  | Gesamt | Gesamt | Abfahrt | Abfahrt | Riesenslalom | Riesenslalom | Slalom | Slalom |
| Saison  | Platz  | Punkte | Platz   | Punkte  | Platz        | Punkte       | Platz  | Punkte |
| ------- | ------ | ------ | ------- | ------- | ------------ | ------------ | ------ | ------ |
| 1968    | 42.    | 5      | –       | –       | 18.          | 3            | 35.    | 2      |
| 1968/69 | 11.    | 76     | 20.     | 1       | 1.           | 60           | 11.    | 15     |
| 1969/70 | 13.    | 62     | 15.     | 5       | 11.          | 23           | 10.    | 34     |
| 1970/71 | 11.    | 74     | 11.     | 7       | 8.           | 34           | 10.    | 33     |
| 1971/72 | 12.    | 67     | 23.     | 1       | 5.           | 44           | 11.    | 22     |
| 1972/73 | 8.     | 84     | 21.     | 4       | 7.           | 44           | 9.     | 36     |
| 1973/74 | 23.    | 17     | –       | –       | –            | –            | 11.    | 15     |

### Weltcupsiege
Cochran errang insgesamt 15 Podestplätze, davon 3 Siege:
| Datum            | Ort              | Land       | Disziplin    |
| ---------------- | ---------------- | ---------- | ------------ |
| 13. Februar 1971 | Mont Sainte-Anne | Kanada     | Slalom       |
| 26. Januar 1973  | Chamonix         | Frankreich | Slalom       |
| 15. März 1973    | Naeba Ski Resort | Japan      | Riesenslalom |